# Arinarnoa
Die Rotweinsorte Arinarnoa ist eine Neuzüchtung zwischen Tannat x Cabernet Sauvignon. Laut zuletzt im Jahre 2013 erfolgten DNA-Analysen hat sich die ursprüngliche Zuchtlisten-Angabe Merlot x Petit Verdot als falsch herausgestellt. Die Kreuzung erfolgte im Auftrag der INRA im Jahre 1956 durch Pierre Marcel Durquéty (1923–2016) in Frankreich mit Unterstützung der Universität Montpellier.
Pierre Marcel Durquety realisierte zwischen 1950 und 1980 etliche Neuzüchtungen, von denen 7 Rebsorten den Sortenschutz erhielten: die 4 roten Sorten Arinarnoa, Egiodola, Ekigaïna, Semebat sowie die 3 weißen Sorten Arriloba, Liliorila und Perdea.
Sie wird in Frankreich (164 Hektar im Jahr 2005 und 149 Hektar bestockte Fläche im Jahr 2004), aber auch in Australien, Argentinien, Chile, Italien, Libanon (unter anderem bei Château Ksara), der Schweiz (1,5 Hektar, Stand 2018) und Spanien angebaut. Die Sorte kennt seit Ende der 1990er Jahre einen regelrechten Boom. Seit 2019 ist Arinarnoa eine von sechs neuen Rebsorten, die in der Bordeaux-Weinproduktion zugelassen sind, um für die Folgen der globalen Erwärmung im Weinbau gerüstet zu sein.
Abstammung: Tannat x Cabernet Sauvignon

## Etymologie
Arinarnoa bedeutet in der baskischen Sprache so viel wie leichter Wein. Der Wortstamm Arin weist auf die angenehme und leichte Art hin, während arnoa Wein bedeutet. Arinarnoa ist eine Wortschöpfung, die es im Sprachgebrauch in dieser Weise nicht gibt.